# Club Ciudad de Buenos Aires
O Club Ciudad de Buenos Aires,  é um clube poliesportiva argentino, com destaques para o voleibol masculino da cidade de  Buenos Aires que atualmente disputa a Liga A1 Argentina, destaques para o  Hóquei sobre a grama

## Histórico
No passado era chamado de "Club Atlético Dirección de Alumbrado" a administração do clube era Municipal e seu nome era "Club Municipalidad de la Ciudad de Buenos Aires", por esta razão os times atendem por "Muni".Os esportes que fazem parte do clube atualmente são basquetebol, Hóquei em campo (ou de grama), Artes marciais, Hóquei em patins, Rugby a 15, Softbol, tênise voleibol, com bastante representativo no Hóquei, o feminino desde 1987 até 2010 detinha 10 vitórias sobre o Banco Nación em 11 confrontos, tendo um empate em 2011, e também possui o time masculino competindo.
No Hóquei de campo conquistou tanto entre os homens quando entre as mulheres o título do Campeonato Metropolitano de 2014.O voleibol masculino sagrou=se campeão da Liga A2 Argentina e ascendeu a elite do vôlei nacional na temporada 2013-14 e desde então disputa a Liga A1 Argentina.
Em 1938 forma a primeira equipe de Rugby do clube e filiado a Federação Argentina de Rugby. Municipalidad e sete equipes, ganhando cinco partidas e empatada uma e perdendo uma para o time campeão, disputou a terceira divisão em 1964, sagrando-se vice-campeão do Torneio Oficial organizado pela União Argentina de Rugby (UAR), terminou em terceiro na fase classificatória do Torneio de Acesso a segunda divisão.Uma das melhores campanhas até então ocorreu no acesso a segunda divisão em 1972, 486 pontos ganhos e 99 perdidos, e Emilio Aliaga (Cachavacha) marcou 173 pontos.Em 1983 o elenco de 1972 e a categoria de base foram surpreendidos com a dissolução do time, mas depois retomaram o departamento e em 1985 o time em busca da elite nacional, consegue acesso a divisão de classificação, conquistando o vice-campeonato d Tornei oficial da UAR em 1986.Em 1989 o atleta Diego Rilo ("Borromeo") é convocado para a seleção juvenil, obtendo a titularidade e conquistou o título mundial em Portugal.Em 1992 disputou a elite e classificando-se a torneios oficiais, em 1994 é rebaixado ao Torneio de Classificação, e em 1997, após reformulação de categorias por parte da União de Rugby de Buenos Aires,  promove a Primeira B depois de 25 anos, ocorrendo o rebixamento em 2000, e retornando a Primeira B em 2001, realizando um Projeto Solidário "El Rugby da una Mano", obtendo doações para as escolas rurais de Santiago del Estero.
No voleibol masculino conquistou o título da Copa LVA Social Banco Nación de 2019 ao vencer em Morón por 3 a 2 (25-18, 21-25, 28-26, 24-26 e 15-8) o River Plate.

## Musicais
Promove a realização de Musicais desde 2008.
| - Radiohead - Faith No More - Pet Shop Boys - Zero 7 - Tahiti 80 - Gogol Bordello - Maximo Park - The Ting Tings - Calle 13 - Kraftwerk - Keane - Jesus & Mary Chain - Stone Temple Pilots - Depeche Mode | - The Offspring - R.E.M. - Kaiser Chiefs - The Mars Volta - The Black Eyed Peas - New Order - Madness - Ian Brown - The Rasmus - The Bravery - The Dandy Warhols - Snoop Dogg - Beastie Boys - Daft Punk | - Patti Smith - Yeah Yeah Yeahs - Mötley Crüe - TV on the Radio - The Strokes - Kings of Leon - M.I.A. - Elvis Costello - Massive Attack - rinôçérôse - The Slackers - The Human League |  |

## Hóquei de campo

### Títulos conquistados
14 Campeonato Metropolitano de Hóquei (M)
- Campeão:1976, 1977, 1979, 1981, 1984, 1985, 1986, 1987, 1988, 1990, 1991, 1997, 1999, 2014

 5 Campeonato Metropolitano de Hóquei (F)
- Campeão:1998, 1999, 2000, 2004, 2014

## Voleibol

### Títulos conquistados
0 Campeonato Sul-Americano de Clubes
- Vice-campeão:2024
- Quarto posto:2023

 1 Torneio Argentino Pré Sul-Americano
- Campeão:2018
- Vice-campeão:2017
- Quarto posto:2015, 2016

 3 Campeonato Argentino A1
- Campeão:2022-23, 2023-24, 2024-25
- Terceiro posto:2016-17
- Quarto posto:2017-18

 Copa Máster
- Vice-campeão: 2015

 1 Campeonato Argentino A2
- Campeão: 2013-14

 4Copa ACLAV
- Campeão: 2017, 2022, 2023, 2024

 Copa LVA Social
- Campeão: 2019

 Torneio Super 8